# ハリー・テリー
ハリー・テリー（Harry Terry、1887年 - 没年不詳）は、イギリスの俳優。

## 出演作品
- リング
- ピカデリィ